# Hrušovo (Ukrajina)
Hrušovo (ukrajinsky a rusínsky Грушово (Hrušovo), maďarsky Szentmihálykörtvélyes, rumunsky Peri) je obec v Zakarpatské oblasti na západní Ukrajině, v Ťačivském rajóně, v teresvjanské venkovské komunitě. Obec leží na pravém břehu řeky Tisy, na hranici s Rumunskem, naproti obci Câmpulung la Tisa.
V roce 2025 zde žilo 6 500 obyvatel.

## Dějiny
V části zvané „Monastýr“ býval od 14. století velký řecko-katolický klášter, který byl podřízen cařihradskému patriarchátu. Klášter zanikl na rozhraní 16.a 17. století.
Za Rakousko-Uherska byla obec součástí Marmarošské župy, v letech 1918–1938 patřila k ČSR. Roku 1945 bylo Hrušovo s celou Podkarpatskou Rusí připojeno k Sovětskému svazu jako součást Ukrajinské SSR.

## Rodáci
- Chaim Klein (1919–2004), učitel a chazan v Teplicích